# N.Y. Captor
N.Y. Captor (NYキャプター?, NY Kyaputā) è un videogioco arcade di tipo sparatutto con pistola ottica, pubblicato da Taito nel 1985 in Giappone e nel 1986 in Occidente. Rappresenta uno scontro a fuoco tra un poliziotto e una banda di criminali, con l'aspetto stereotipato da gangster, che infesta New York.
È il primo titolo con pistola ottica della Taito. L'hardware interno è specifico del gioco ed è chiamato appunto Taito N.Y. Captor Hardware; è stato riutilizzato, quasi invariato, nell'arcade Cycle Shooting (1986).

## Modalità di gioco
I banditi spuntano in continuazione da dietro finestre, porte, cespugli, muri e altri nascondigli e vanno eliminati con un colpo di pistola prima che possano sparare a loro volta riducendo i punti ferita del giocatore. Quando stanno per sparare lampeggiano. I banditi sono tutti uguali tranne il boss che compare al termine di ogni livello, particolarmente rapido, ma comunque eliminabile con un colpo solo. Compaiono ogni tanto anche civili da non colpire e bersagli bonus, come animali o palloncini. I sei proiettili del giocatore si ricaricano da soli a ritmo costante.
Ci sono tre scenari che si ripetono ciclicamente, ma ogni volta presentano alcune differenze: l'esterno di una villa con fontana, una zona di periferia con muretti di mattoni e un palazzo che si sviluppa in verticale. I primi due hanno visuale fissa e 2.5D, mentre il terzo è l'unico visto di profilo e con lento scorrimento verticale, dalla base alla cima del palazzo. Dopo ogni trio di livelli c'è un livello bonus, senza nemici, in cui bisogna colpire barattoli, bottiglie e altri bersagli che scorrono o saltellano.

## Accoglienza
In Giappone, la rivista Game Machine elencò N.Y. Captor nel numero del 15 novembre 1985 come la quarta unità arcade di maggior successo del mese.